# Friedel-Craftsalkylering

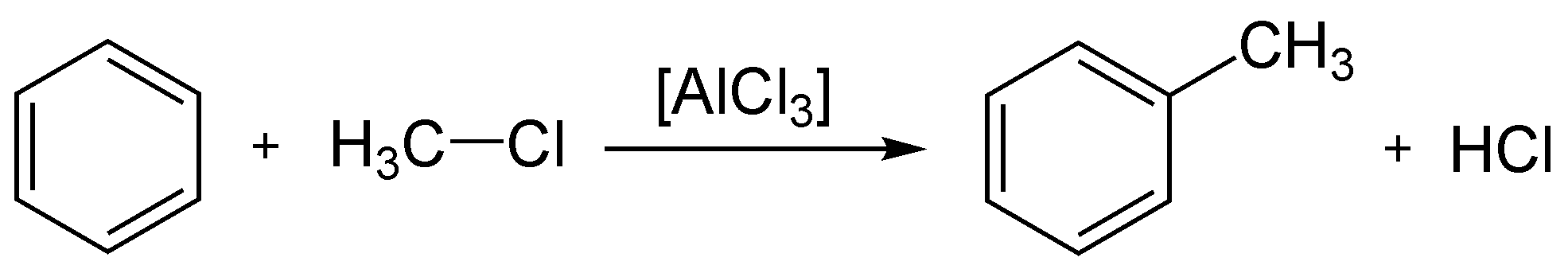
De Friedel-Craftsalkylering is een typische alkylering van de benzeenring.

Behandeling van een aromatische verbinding met een alkylerend reagens resulteert in een elektrofiele aromatische substitutie die Friedel-Craftsalkylering wordt genoemd. 
Gewoonlijk wordt een alkylering uitgevoerd met een mengsel van een halogeenalkaan zoals chloormethaan en een sterk lewiszuur zoals aluminiumchloride.
- Naast de Friedel-Craftsalkylering is er ook de Friedel-Craftsacylering.
- Hoewel strikt genomen geen alkylering is het reactiemechanisme voor de chlorering en bromering van de aromatische ring geheel analoog aan de hier beschreven alkylering: lees voor de alkylgroep in de voorbeelden een tweede halogeenatoom en de reactie wordt een halogenering.

## Reactiemechanisme
De Friedel-Craftsalkylering van benzeen met een halogeenalkaan zou kunnen worden opgevat als een nucleofiele substitutie aan het halogeenalkaan door de aromatische ring.
Twee mechanismen komen in aanmerking voor deze substitutiereactie, SN1 en SN2.
Het SN1 mechanisme bij een chlooralkaan is dan als volgt:
Het SN2 mechanisme wordt hieronder getoond aan de hand van de reactie tussen broommethaan en benzeen:
Bij methylering mag men verwachten dat het SN1 mechanisme niet optreedt omdat het methylkation zeer instabiel is. Het SN2 mechanisme ligt dan meer voor de hand. Waarnemingen bij de methylering van tolueen, enerzijds met CH3Br, broommethaan, anderzijds met CH3I, joodmethaan, ondersteunen het SN2 mechanisme. Methylering met broommethaan levert een mengsel van ortho-, metha- en para-xyleen dat anders is samengesteld dan het mengsel dat ontstaat bij methylering met joodmethaan, zie de volgende tabel.
| Percentages ortho-, meta- en para-xyleen | Percentages ortho-, meta- en para-xyleen | Percentages ortho-, meta- en para-xyleen | Percentages ortho-, meta- en para-xyleen |
| ---------------------------------------- | ---------------------------------------- | ---------------------------------------- | ---------------------------------------- |
| methyleringsmiddel                       | Percentage ortho-xyleen                  | Percentage meta-xyleen                   | Percentage para-xyleen                   |
| broommethaan                             | 54                                       | 17                                       | 29                                       |
| joodmethaan                              | 49                                       | 11                                       | 40                                       |

Bij methylering volgens het SN1 mechanisme met het carbocation CH3+ zouden de waarden bij beide methyleringsmiddelen hetzelfde zijn geweest.
Bij alkylgroepen met stabielere carbokationen, zoals de t-butylgroep, wordt de benzeenring wel via het SN1 mechanisme door het carbokation zelf aangevallen.
Nitrering · Halogenering · Sulfonering · Friedel-Craftsalkylering · Friedel-Craftsacylering